# Leiocephalus psammodromus
Espèce
Synonymes
- Liocephalus arenarius Barbour, 1916

Leiocephalus psammodromus est une espèce de sauriens de la famille des Leiocephalidae.

## Répartition
Cette espèce est endémique des Îles Turques-et-Caïques.

## Liste des sous-espèces
Selon The Reptile Database (23 mars 2013) :
- Leiocephalus psammodromus aphretor Schwartz, 1967
- Leiocephalus psammodromus apocrinus Schwartz, 1967
- Leiocephalus psammodromus cacodoxus Schwartz, 1967
- Leiocephalus psammodromus hyphantus Schwartz, 1967
- Leiocephalus psammodromus mounax Schwartz, 1967
- Leiocephalus psammodromus psammodromus Barbour, 1920

## Publications originales
- Barbour, 1916 : Additional notes on West Indian reptiles and amphibians. Proceedings of the Biological Society of Washington, vol. 29, p. 215-220 (texte intégral).
- Barbour, 1920 : A Leiocephalus misnamed. Copeia, vol. 85, p. 73 (texte intégral).
- Schwartz, 1967 : The Leiocephalus (Lacertilia, Iguanidae) of the southern Bahama Islands. Annals of Carnegie Museum of Natural History, vol. 39, no 12, p. 153-185.